# بارانک (سرده)
بارانک، تیس، غبیرا (نام علمی: Sorbus) نام یک سرده از زیرخانواده مالوئیده است.